# Nyamuvoga
Nyamuvoga är ett vattendrag i Burundi.   Det ligger i provinsen Bujumbura Rural, i den västra delen av landet, 18 km öster om huvudstaden Bujumbura.
Omgivningarna runt Nyamuvoga är en mosaik av jordbruksmark och naturlig växtlighet. Runt Nyamuvoga är det tätbefolkat, med 297 invånare per kvadratkilometer.